# Ougney
Ougney é uma comuna francesa na região administrativa de Borgonha-Franco-Condado, no departamento de Jura. Estende-se por uma área de 7,08 km². Em 2010 a comuna tinha 388 habitantes (densidade: 54,8 hab./km²).